# Contea di Pinglu
La contea di Pinglu (平陆县S, Pínglù XiànP) è una contea della Cina, situata nella provincia dello Shanxi e amministrata dalla prefettura di Yuncheng.